# Kulturåret 1732

## Händelser
- Guillaume Thomas Taraval startar sin ritskola på Stockholms slott.

## Nya verk
- Den svenska Argus börjar utges av Olof von Dalin.

## Födda
- 24 januari – Pierre de Beaumarchais (död 1799), fransk dramatiker.
- 31 mars – Joseph Haydn (död 1809), österrikisk kompositör.
- 5 april – Jean-Honoré Fragonard (död 1806), fransk målare och tecknare.
- 21 juni – Johann Christoph Friedrich Bach (död 1795), tysk kompositör och musiker.
- 18 november – Pehr Hilleström (död 1816), svensk konstnär.
- Johanne Seizberg

## Avlidna
- 4 december – John Gay (född 1685), engelsk poet och dramatiker.